# Peter Hoekstra
Peter Martin Hoekstra (Assen, Drenthe, 4 de abril de 1973) es un exfutbolista de los Países Bajos. Jugó en la Selección de fútbol de los Países Bajos en cinco ocasiones, siendo su debut el 24 de abril de 1996. Entre esos partidos jugó la Eurocopa 1996 en Inglaterra con Guus Hiddink.